# Vicente Santamaría de Paredes
Vicente Santamaría de Paredes (Madrid, 17 de maig de 1853 – Madrid, 26 de gener de 1924) va ser un advocat i polític espanyol, Ministre d'Instrucció Pública i Belles arts durant el regnat d'Alfons XIII.

## Biografia
Catedràtic de Dret Polític i Administratiu a les Universitats de València i Madrid, va ser professor d'Alfonso XIII. Membre del Partit Liberal va iniciar la seva carrera política com a diputat per Conca a les eleccions generals espanyoles de 1886, repetint escó en les de 1893 i 1898. El 1901 va continuar la seva carrera política com a senador, amb la consideració de vitalici des de 1903.
El 9 de març de 1889, reemplaçant al senyor Nieto i sent ja Catedràtic de Dret administratiu a la Universitat Central, pren possessió com a Director general d'Instrucció pública. Fou nomenat ministre d'Instrucció Pública i Belles Arts entre l'1 de desembre de 1905 i el 10 de juny de 1906, en un govern presidit per Segismundo Moret.
Va ser nomenat comte de Santamaría de Paredes el 1920.